# Garrafão do Norte
Garrafão do Norte is een gemeente in de Braziliaanse deelstaat Pará. De gemeente telt 25.538 inwoners (schatting 2009).